# Microregiunea Balmazújváros
Microregiunea Balmazújváros (în maghiară Balmazújvárosi kistérség) a fost o microregiune statistică (kistérség) din județul Hajdú-Bihar, Ungaria.
Cu o populație de 28.217 locuitori și o suprafață de 731,22 km2, aceasta a existat până în 2014, când în Ungaria, microregiunile ”kistérségek” au fost înlocuite de districte (járások).